# Daniel Bacheler
Daniel Bacheler indicato anche come Bachiler, Batchiler o Batchelar (Aston Clinton, 1572 – gennaio 1618  o 1619) è stato un liutista e compositore inglese. Fra tutti i liutisti e compositori dell'epoca, viene accreditato di essere stato fra i migliori.

## Biografia
Bacheler nacque nel Buckinghamshire, figlio di Richard Bachelor e di Elizabeth Cardell. Studiò con suo zio, Thomas Cardell, liutista e maestro di danza alla Corte di Elisabetta I.
Fu poi al servizio di Sir Francis Walsingham, Robert Devereux, II conte d'Essex e quindi venne nominato valletto di camera della regina Anna di Danimarca, consorte di Giacomo I.
Alla Corte reale compose una cinquantina di pezzi per liuto. Fra questi pavan, gagliarde, allemande e fantasie oltre ad un pezzo di variazioni sul tema popolare "Monsieurs Almaine". Elizabeth Roche, recensendo un CD per il Daily Telegraph scrisse che l'abbandono odierno della musica di Bacheler, è dovuto alla "difficoltà del suo stile ornamentale, pieno di arpeggi, trilli, e anche i tremoli abbaglianti che concludono le sue variazioni sul Mounsieurs Almaine".
L'Heralds Visitation riporta che Bacheler ricevette un grant of arms nel 1606.
Egli venne seppellito il 29 gennaio del 1618 o 1619 nel cimitero della chiesa di St Margaret's a Lee, nel Kent.